# Gare d'Anhalt (Berlin)
Pour les articles homonymes, voir Gare d'Anhalt et Anhalt.
La gare d'Anhalt, (en allemand : Anhalter Bahnhof) est une gare ferroviaire à Berlin, située au nord-ouest du quartier de Kreuzberg près de la Potsdamer Platz. L'actuelle gare souterraine au tunnel nord-sud est desservie par la ligne 1, la ligne 2, la ligne 25 et la ligne 26 du S-Bahn de Berlin. 
Dans la période avant la Seconde Guerre mondiale, l'ancienne gare principale en cul-de-sac était la plus importante des gares-terminus dans la capitale allemande, tête de la ligne d'Anhalt nommée d'après l'ancien duché d'Anhalt qui fait aujourd'hui partie du Land de Saxe-Anhalt. Le vieux bâtiment voyageurs a été détruit lors du bombardement de Berlin en 1945. La gare a été officiellement fermée en 1952, mais la station du S-Bahn conserve son nom.

## Situation ferroviaire
La gare souterraine, ouverte en 1939, est constituée de deux quais centraux parallèles, l'un réservé aux trains S-Bahn allant vers le nord, l'autre aux trains allant vers le sud (les gares de Berlin Südkreuz et Schöneberg). Deux voies de garage se trouvent à la fin sud.
Les cinq bouches donnent sur l'Askanischer Platz, la Stresemannstraße et la Möckernstraße proposant des correspondances avec le réseau de bus. La gare est pourvue d'un ascenseur et est donc accessible aux personnes à mobilité réduite. 

## Histoire
La premier bâtiment de gare a été ouvert le 1er juillet 1841. Elle était la tête de ligne du chemin de fer reliant Berlin, la capitale du royaume de Prusse via Wittemberg et Dessau à Köthen, exploité par la Berlin-Anhaltischen Eisenbahn-Gesellschaft (Société de Chemin de Fer Berlin-Anhalt). 

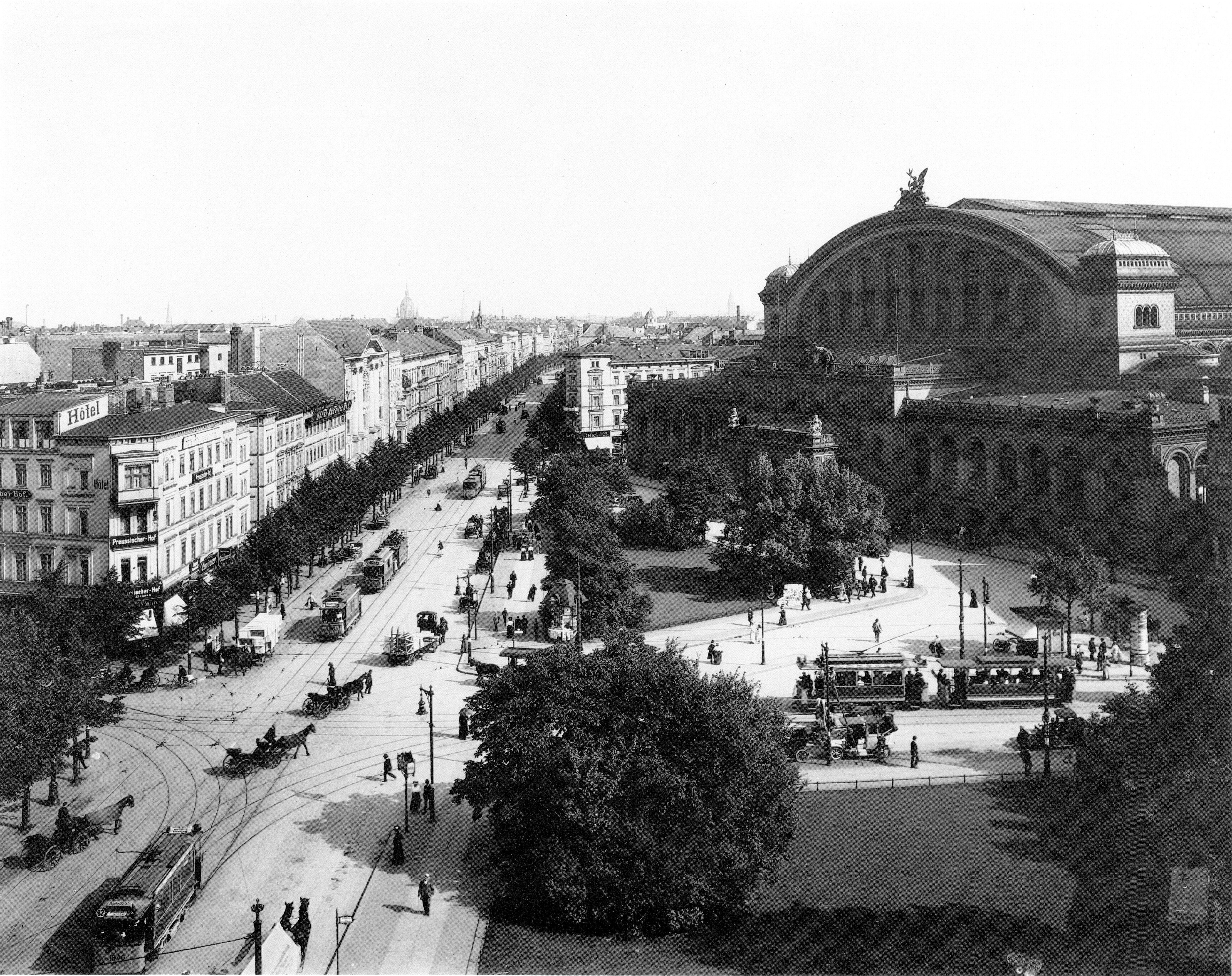
La gare d'Anhalt sur l'Askanischer Platz, vers l'an 1910.

Jugée trop petite en raison de l'accroissement du trafic, la gare est reconstruite sur la base d'une décision prise en 1871, lors de la fondation de l'Empire allemand. Les travaux sont effectués de 1874 et 1880 sur les plans de l’architecte Franz Schwechten, incluant une élévation des voies de six mètres au-dessus du niveau de la route. La nouvelle gare impressionnante, avec un hall de 34 mètres de haut, est inaugurée le 15 juin 1880 par l'empereur Guillaume Ier et son chancelier Otto von Bismarck. 
Principale gare de liaison vers l'Autriche-Hongrie, la France et l'Italie (Riviera Express) via Halle-sur-Saale et Leipzig, elle était surnommée « Das Tor zum Süden » (« la porte vers le sud »). À partir de 1882, les trains de la ligne vers Dresde partent également de la gare d'Anhalt après la fermeture de la gare de Dresde. 
Après la Première Guerre mondiale, la gare d'Anhalt fut le point de départ de nombreux trains de voyageurs exploités par la Deutsche Reichsbahn et la compagnie Mitropa. En 1928, la gare est reliée à l'hôtel Excelsior en face par un tunnel piéton. 
Le 9 octobre 1939, le tunnel nord-sud entre les gares de Humboldthain et d'Unter den Linden (aujourd'hui Brandenburger Tor) est prolongé jusqu'à la gare de Großgörschenstraße (actuellement gare de Yorckstraße) en passant par la nouvelle gare souterraine. Plus tard, une deuxième branche du tunnel est ouverte le 5 novembre 1939 en direction de celle de Papestraße (actuellement Berlin Südkreuz). La gare souterraine est reliée à la gare grande ligne le 19 décembre 1940.
Pendant la Seconde Guerre mondiale, un abri anti-aérien à proximité des voies fut construit de 1941 à 1942. Bombardée et dévastée par la bataille de Berlin, la gare des grandes lignes n'est pas reconstruite. Il n'en reste aujourd'hui plus qu'un portique qui se tient à proximité immédiate de la gare souterraine du S-Bahn.

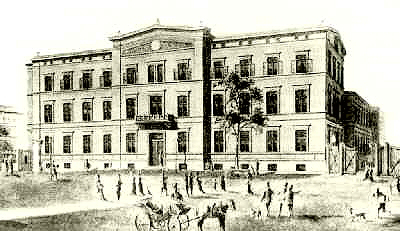
Première gare ouverte en 1841.
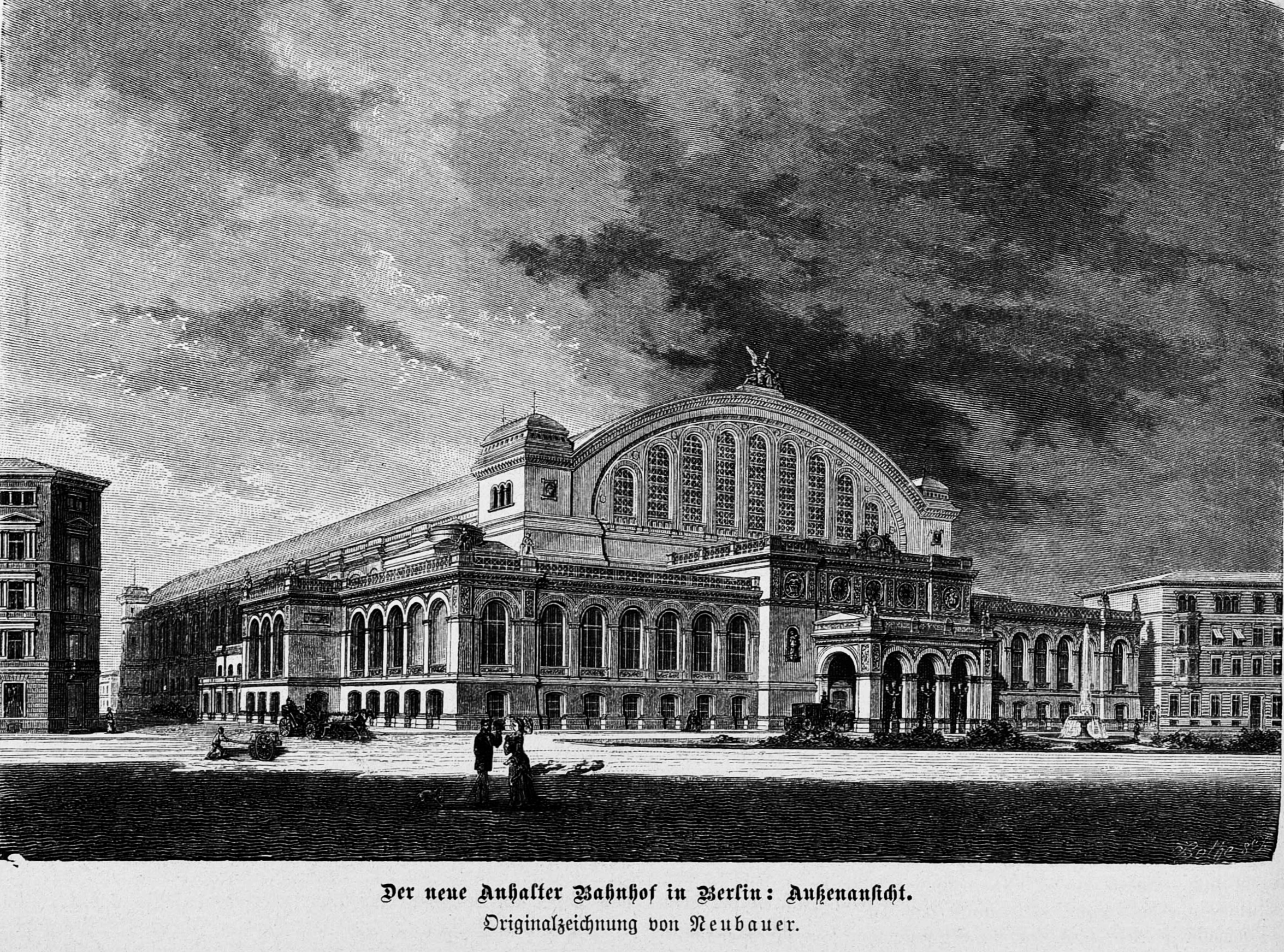
Deuxième gare inaugurée en 1880.
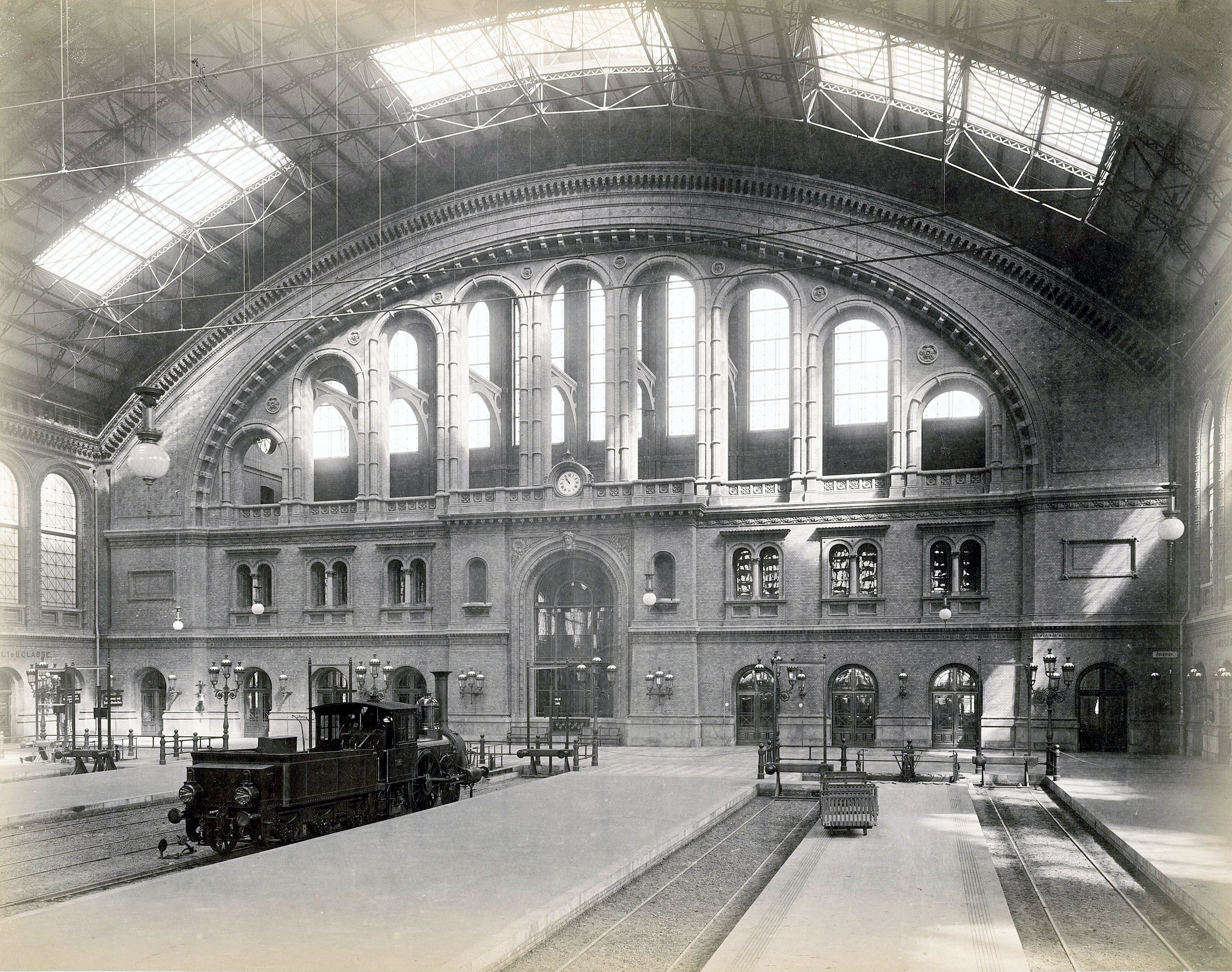
Intérieur de la gare en 1880.
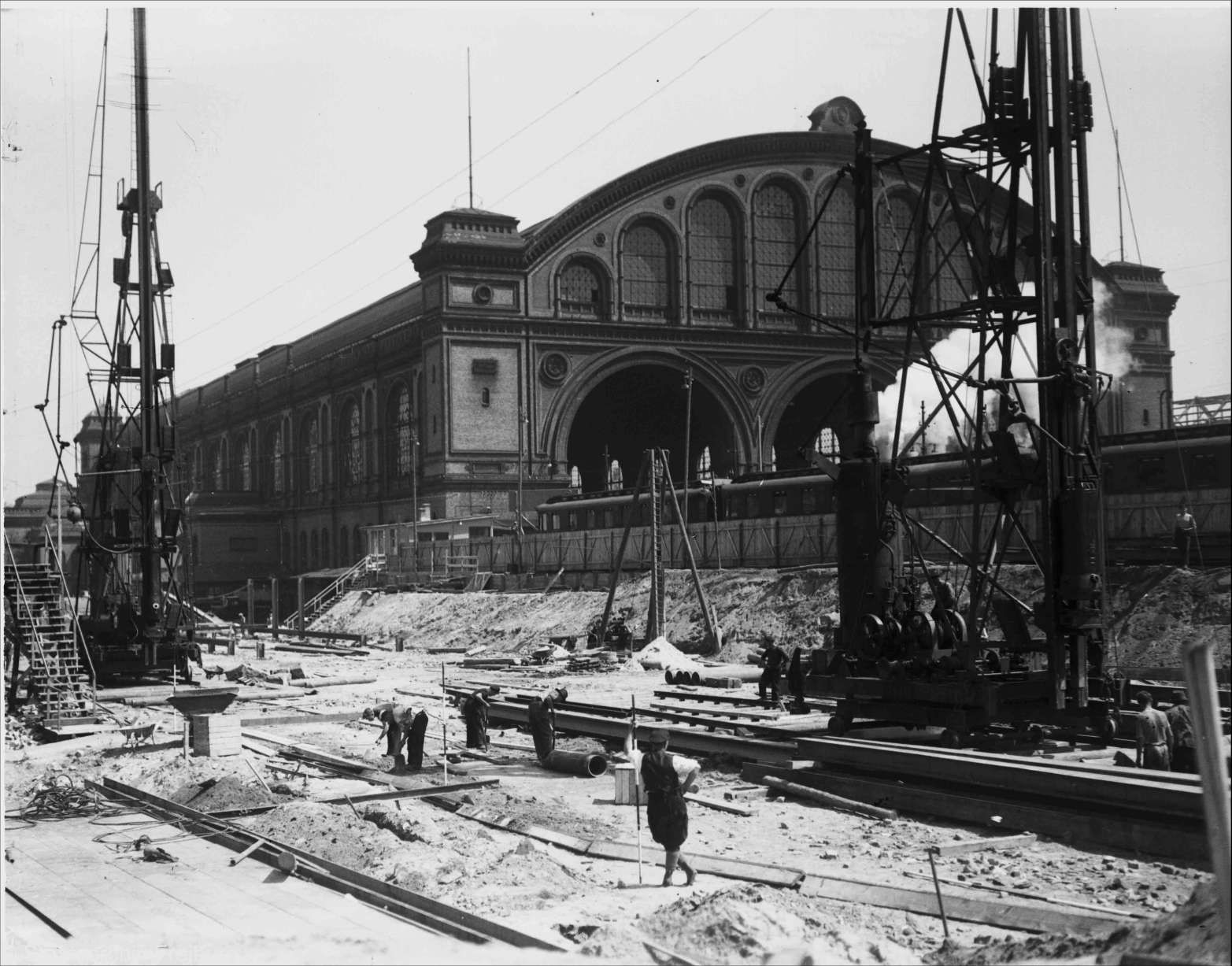
Construction du tunnel nord-sud en 1935.

## Service des voyageurs

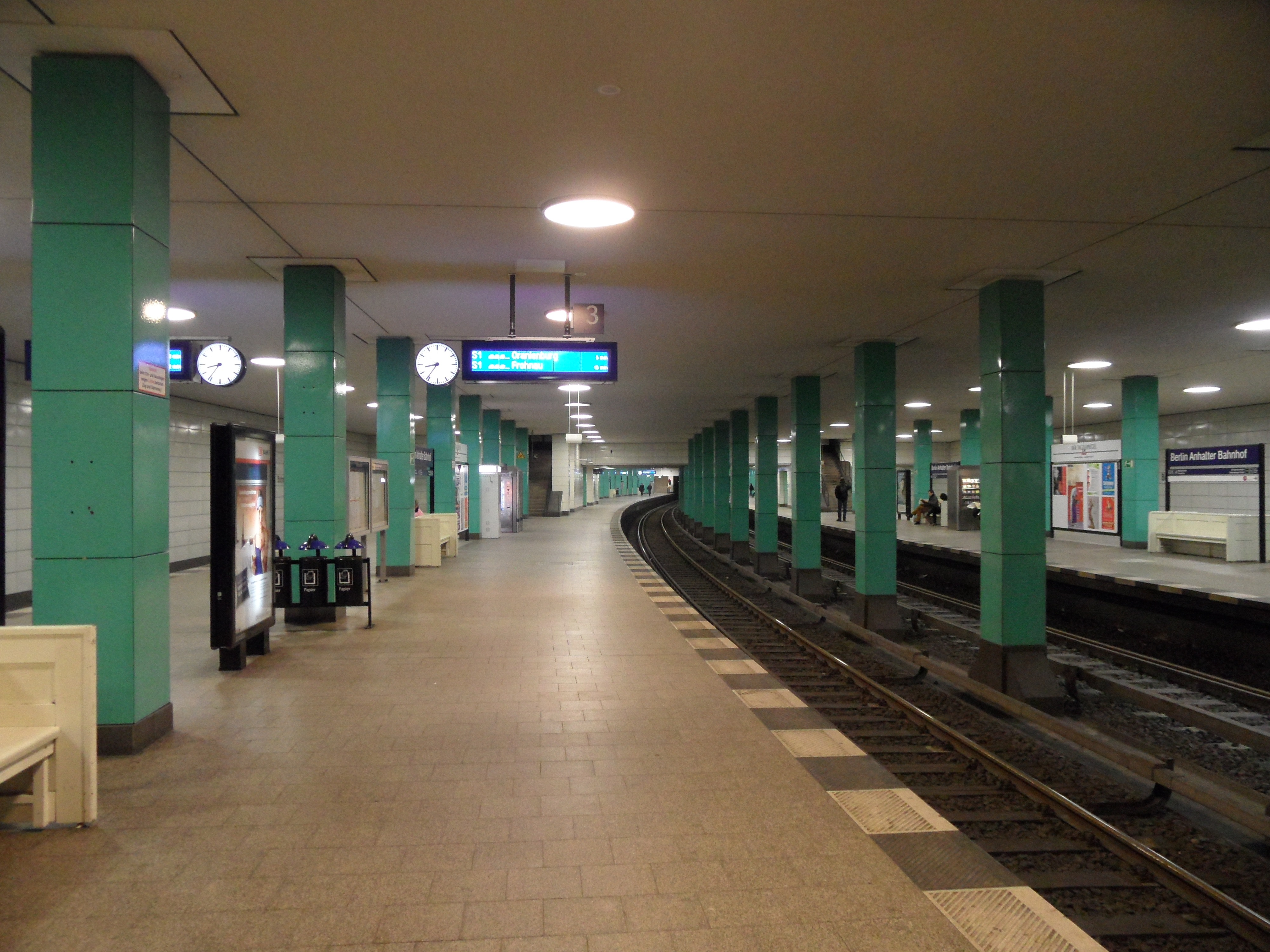
Vue des quais du S-Bahn.

### Accueil
La gare souterraine est un point d'arrêt non géré en accès libre comprenant quatre voies de chemin de fer et deux quais centraux. Elle dispose d'un distributeur automatique de billets, de bandes podotactiles et de deux ascenseurs ce qui en fait une gare accessible aux personnes à mobilité réduite.

### Desserte
La halte est desservie alternativement par la ligne 1, la ligne 2, la ligne 25 et la ligne 26 du S-Bahn de Berlin.

### Intermodalité
La gare offre des correspondances avec les lignes  29 et 41 du réseau de bus de Berlin.